# 知多市立つつじが丘小学校
知多市立つつじが丘小学校（ちたしりつつつじがおかしょうがっこう）は、愛知県知多市にある公立小学校。

## 概要
- 校区はつつじが丘1-4丁目であり、公立中学校の進学先は知多市立八幡中学校である[1][2]。
- 校区のつつじが丘は、1973年に完成した日本住宅公団（現・都市再生機構）朝倉団地がある住宅団地である。つつじが丘小学校はこの住宅団地のために開校した。近年はブラジル人の児童が増加しており、ホームページや配布文書などはポルトガル語併記となっている。

## 沿革
- 1973年（昭和48年）4月 - 知多市立八幡小学校、知多市立新知小学校、知多市立佐布里小学校から分離し、知多市立つつじが丘小学校として開校。
- 1974年（昭和49年）3月 - 校舎を増築する。
- 1977年（昭和52年）3月 - 体育館が完成する。
- 1978年（昭和53年）3月 - 校舎を増築する。
- 1979年（昭和54年）7月 - プールが完成する。
- 1981年（昭和56年）3月 - 校舎を増築する。

## 交通アクセス
- 名鉄常滑線朝倉駅下車、徒歩約20分。
- 知多バス朝倉団地線、佐布里、岡田線「つつじが丘4丁目」バス停より徒歩約3分。
- あいあいバス南部コース「つつじが丘4丁目」バス停より徒歩約3分。

## 著名な出身者
- 浅尾拓也 - 元プロ野球選手[3]（投手 / 中日ドラゴンズ）

・カノックスター

## 周辺施設
- 愛知県立知多翔洋高等学校
- 知多市立八幡中学校
- 知多市立中部中学校
- 知多市立八幡小学校
- 知多市立新知小学校
- 知多市立つつじが丘保育園
- ヤマナカ知多店
- イトーヨーカドー知多店